# Ilam (provins)
Ilam eller Elam (persisk: ایلام), er en af Irans 30 provinser. Den ligger i det sydvestlige del af Iran, og grænser op til Irak. Provinsens hovedby er byen Ilam. Provinsen dækker en areal på 20.133 km² og provinsens byer er Ilam, Mehran, Dehloran, Dareh Shahr, Shirvan Va Chardavol, Arkovaz Malek Shahi, Aivan og Abdanan. Dens naboprovinser er Khusistan til syd, Luristan til øst og Kermanshah til nord. Der bor omkring 545.000 mennesker i provinsen.